# Arrah
Arrah, ook Ara, is een stad in de Indiase staat Bihar. Arrah is de hoofdstad van het district Bhojpur. De stad ligt 40 km ten westen van Patna, de hoofdstad van Bihar en zo'n 15 km ten zuiden van de bedding van de Ganges. Arrah telde bij de census van 2011 261.430 inwoners.

## Demografie
Volgens de Indiase volkstelling van 2011 wonen er 261.430 mensen in Arrah, waarvan 53% mannelijk en 47% vrouwelijk is. De plaats heeft een alfabetiseringsgraad van 81% (87% bij mannen, 75% bij vrouwen).